# جوانان سلطنتی
سلطنتی‌های جوان یا جوانان سلطنتی (انگلیسی: Young Royals) مجموعهٔ تلویزیونی سوئدی در ژانر عاشقانهٔ درام نوجوانانه است که از طریق نتفلیکس پخش شد. این مجموعه در مدرسه شبانه‌روزی تخیلی نخبگان هیلرسکا می‌گذرد و اساساً به داستان تخیلی شاهزاده ویلهلم سوئد (ادوین رایدینگ) می‌پردازد که عاشق همکلاسی‌اش سیمون اریکسون (عمر رودبرگ) می‌شود و این رابطه ماجراهایی را به دنبال دارد.
جوانان سلطنتی به‌دست لیزا امبیورن، لارس بکانگ و کامیلا هولتر ساخته شده‌است. این مجموعه برای نخستین بار در ۱ ژوئیه ۲۰۲۱ پخش شد. در ۲۲ سپتامبر ۲۰۲۱، این مجموعه برای فصل دوم تمدید شد که در ۱ نوامبر ۲۰۲۲ منتشر شد. همچنین فصل سوم و پایانی در ۱۱ مارس ۲۰۲۴ منتشر گردید.

## بازیگران

### اصلی
- ادوین رایدینگ در نقش شاهزاده ویلهلم سوئد، با نام مستعار «ویل» از سوی همکلاسی‌ها[۴]
- عمر رودبرگ در نقش سایمون اریکسون،[۴] ستاره در حال ظهور در گروه کر هیلرسکا، دانشجوی غیرشبانه‌روزی بورسیه و برادر سارا و معشوقهٔ ویلهلم
- مالت گاردینگر در نقش آگوست هورن آرناس، عضوی از یک خانواده اصیل و پسر عموی دوم ویلهلم و اریک، دانشجوی سال سوم، رئیس و کاپیتان تیم قایق‌رانی[۵]
- فریدا آرجنتو در نقش سارا اریکسون،[۴] دانشجوی غیرشبانه‌روزی بورسیه و خواهر سایمون که به دلیل سندرم آسپرگر و ADHD دچار مشکلات اجتماعی است.
- نیکیتا اوگلا در نقش فلیس ارنکرونا،[۴] دانشجوی شبانه‌روزی و عضو «اشراف مدرن»

### تکرارشونده
- اینتی زامورا سوبرادو در نقش ایوب، دوست سایمون
- بری گرویس در نقش روش، دوست سایمون
- پرنیلا آگوست در نقش کریستینا ملکه سوئد،[۴] ملکه حاکم سوئد و مادر ویلهلم و اریک
- ایوار فورسلینگ در نقش شاهزاده اریک، ولیعهد سوئد و برادر بزرگتر ویلهلم
- کارمن گلوریا پرز در نقش لیندا، مادر سایمون و سارا
- لئونارد ترفلت در نقش میک، پدر سایمون و سارا
- اینگلا اولسون در نقش خانم آنت لیلجا، مدیر مدرسه هیلرسکا
- ناتالی وارلی در نقش مدیسون مک کوی، دوست فلیس و دانشجوی بین‌المللی در هیلرسکا
- فلیسیا ترودسون در نقش استلا، دوست فلیس و دانشجوی هیلرسکا
- میمی سیون در نقش فردریکا، دوست فلیس و دانشجوی هیلرسکا
- نیلز وترهولم در نقش وینسنت، دوست آگوست و دانشجوی هیلرسکا
- ساموئل آستور در نقش نیلز، دوست آگوست و دانشجوی هیلرسکا
- فابیان پنژه در نقش هنری، دوست آگوست و دانشجوی هیلرسکا
- اونو الگر در نقش والتر، دوست آگوست و دانشجوی هیلرسکا
- Xiao-Long Rathje Zhao در نقش الکساندر، دوست آگوست و دانشجو
- تامی واترینگ در نقش مارکوس (فصل ۲)، معشوقهٔ سایمون
- مگنوس ارنر در نقش یان اولوف مونک (فصل ۲)، مشاور سلطنتی

## تولید

### فیلم‌برداری

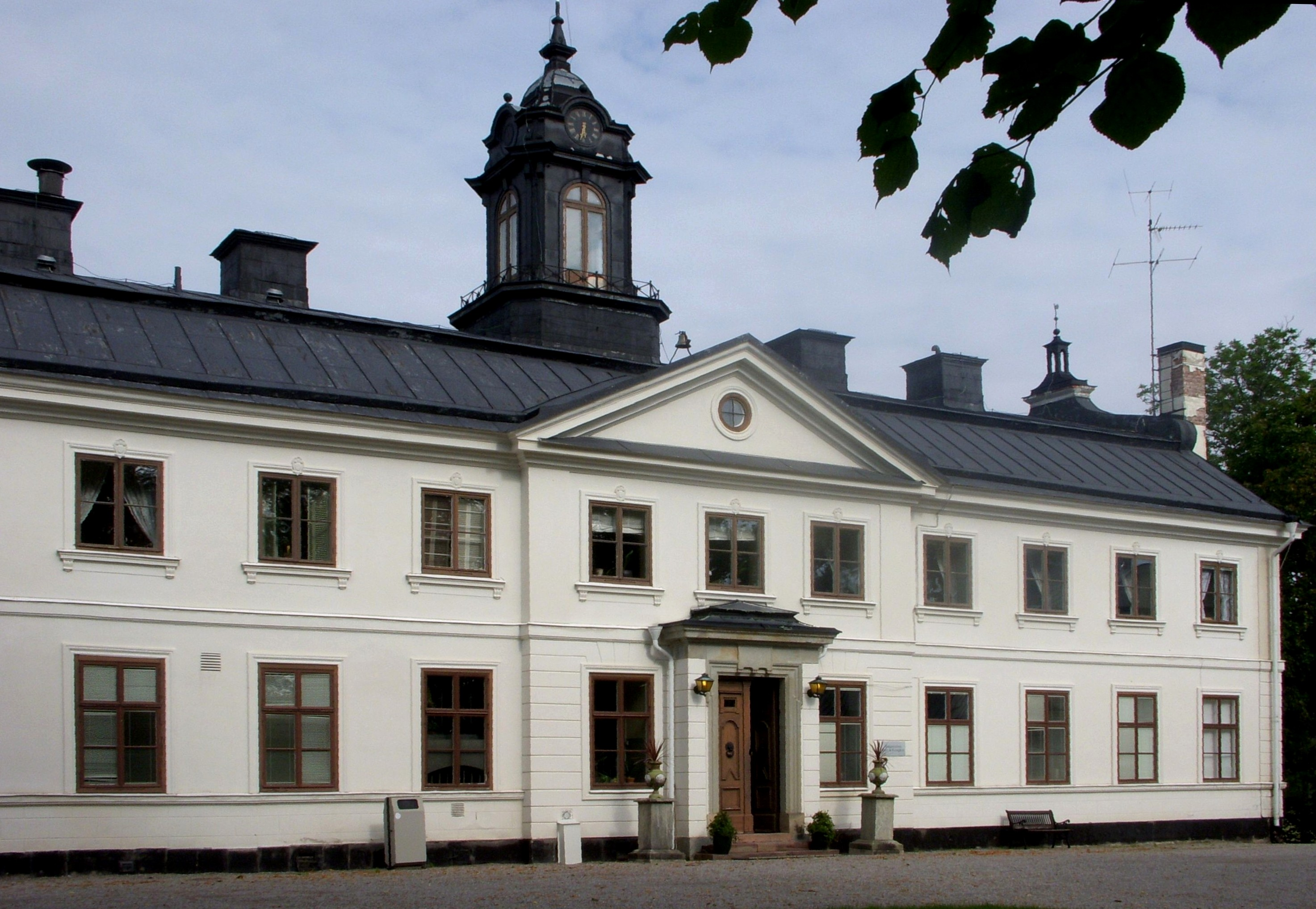
محل فیلم‌برداری

این سریال اکثراً در Kaggeholms gård فیلمبرداری شد؛ ساختمانی به سبک عمارت واقع در شهرستان استکهلم که به عنوان یک مرکز کنفرانس فعالیت می‌کند. صحنه‌هایی که در کاخ سلطنتی اتفاق افتاد در قلعه استورا ساندبی فیلمبرداری شد. این سریال شش قسمتی توسط لیزا آمبجورن، لارس بکانگ و کامیلا هولتر ساخته شد و در ۱ ژوئیه ۲۰۲۱ در نتفلیکس پخش شد. در ۲۲ سپتامبر ۲۰۲۱، این سریال برای فصل دوم تمدید شد، که در ۱ نوامبر ۲۰۲۲ منتشر شد.
در فوریه ۲۰۲۲، نتفلیکس فیلمبرداری فصل دوم را آغاز کرد. ویدئویی تبلیغاتی در اینستاگرام منتشر شد. فیلمبرداری فصل دوم در می ۲۰۲۲ به پایان رسید.

### انتخاب بازیگران
در ژانویه ۲۰۲۱، مدت‌ها قبل از اعلام تاریخ اکران سریال، ادوین رایدینگ، پرنیلا آگوست، مالت گاردینگر، فریدا آرجنتو، نیکیتا اوگلا و عمر رودبرگ برای ایفای نقش‌های اصلی و ناتالی وارلی، فلیسیا ترودسون، میمی سیون، اینگلا اولسون، رنی میرو، لیویا میل‌هگن و دیوید لنمن در نقش‌های تکرارشونده معرفی شدند. رایدینگ برای نقش شاهزاده ویلهلم و آگوست برای بازی در نقش مادرش کریستینا ملکه سوئد انتخاب شدند. بعداً اعلام شد که رودبرگ در نقش سایمون، معشوقهٔ شاهزاده ویلهلم بازی خواهد کرد.

### بازاریابی
تیزر رسمی این سریال در ۱۹ می ۲۰۲۱ و تریلر رسمی در ۱۷ ژوئن ۲۰۲۱ منتشر شد.

## بازخورد

### آمار بینندگان
فصل نخست به ۱۰ مجموعه برتر در ۱۲ کشور راه یافت و بیش از ۹٫۸ میلیون ساعت در سراسر جهان پخش شد. در نخستین هفته پس از انتشار، فصل یکم هشتمین مجموعه غیرانگلیسی‌زبان پرمخاطب نتفلیکس در سراسر جهان شد.
فصل دوم در ۲۶ کشور به ۱۰ عنوان برتر رسید و در هفته نخست بیش از ۱۸ میلیون ساعت پخش شد. در طول این هفته، فصل دوم سومین سریال غیرانگلیسی‌زبان پرمخاطب نتفلیکس در سراسر جهان شد.

### واکنش انتقادی
جوانان سلطنتی مورد تحسین منتقدان و تماشاگران قرار گرفت. در وب‌سایت جمع‌آوری نقد راتن تومیتوز، این مجموعه بر اساس پنج بررسی، نمرهٔ ۸٫۳/۱۰ و امتیاز ۱۰۰٪ را کسب کرده‌است. این مجموعه بابت وفاداری به زندگی حقیقی در انتخاب نوجوانان برای نقش‌های نوجوانی و نشان دادن خصوصیت‌ها و عیب‌ها تحسین شده‌است. برخی از منتقدان و مخاطبان این مجموعه را با نمایش‌های مشابهی مانند الیت، دختر سخن‌چین، تاج و شرم مقایسه کردند.
دیوید اوپی از دیجیتال اسپای، یانگ رویالز را به خاطر انتخاب «بازیگرانی که در واقع به سنی که قرار است بازی کنند به نظر می‌رسند» و «زندگی نوجوانی را با اصالت بسیار مورد نیاز به تصویر می‌کشند» ستایش کرد. او این سریال را «نسخه به روز شده داستان کلاسیک سیندرلا» توصیف کرد و به این نتیجه رسید که این سریال «وقتی صحبت از عشق اصلی بین ویلهلم و سایمون می‌شود [...] بسیار برتر است.» فلورا کار منتقد تلویزیونی از ریدیو تایمز در بررسی دو قسمت اول سریال را «قابل پیش‌بینی اما صمیمانه» توصیف کرد. او از «چک لیست تصاویر بصری عاشقانه نوجوانان» و «تکیه طرح داستان به شخصیت‌هایی مانند آگوست» انتقاد کرد، اما در نهایت به این نتیجه رسید که «بازیگران در اصل نوجوان نیز ممکن است چیز جدید و خوشایندی فراهم کند.»